# Новопесковский концентрационный лагерь

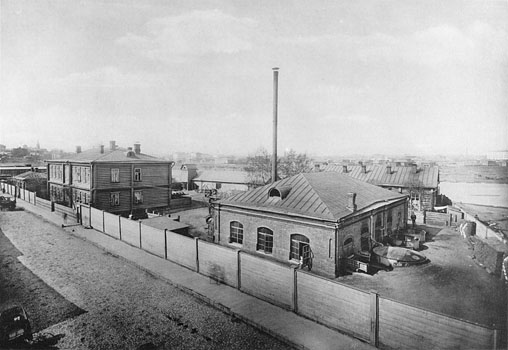
Местность в районе Проточного переулка (фото 1913 года), где в 1919 году был создан концлагерь

Новопесковский концентрационный лагерь (также Ново-Песковский лагерь, Новопесковский распределитель) — советский концлагерь, созданный советской властью в 1918 году в Новопесковском переулке в Москве. Новопесковский стал крупнейшим из московских концлагерей, с осени 1919 года — центральный распределитель заключенных. С ликвидацией московских концлагерей весной 1923 года он был переименован в арестный дом. Вместе с другими арестными домами был закрыт в 1924 году.

## Расположение
Новопесковский концлагерь был обустроен по адресу: Ново-Песковский переулок или проезд, 5, недалеко от угла Проточного и Большого Ново-Песковского переулка. В наши дни на этом месте расположено посольство Великобритании. С 1914 года по адресу Проточный, д. 9 находился арестный уездный дом («Вся Москва. Адресная и справочная книга на 1917 год». С. 33), но его помещения концентрационным лагерем не использовались. Владимир Хесин в своих «Записках» пишет о мебельной фабрике Шмидта, занимавшей это здание в прошлом.

## История
Новопесковский концлагерь в системе ВЧК был открыт 1 мая 1919 года (ГАРФ. Ф. Р4042. Оп. 1а. Д. 1б. Л. 13). 3 ноября 1920 года с целью «расширения Новопесковского распределителя» вышло постановление о присоединении к нему трёхэтажного дома с прилегающим двухэтажным корпусом, расположенного в Ново-Песковском переулке смежно с Новопесковским распределителем, «с коим указанный дом может иметь общий двор, общую ограду и охрану.

## Ликвидация
22 сентября 1920 года лагерь был переименован в Новопесковский распределитель. В сентябре 1921 года по-прежнему «Новопесковский лагерь является лагерем-распределителем, в который направляются подлежащие заключению при первоначальном исполнении над ними приговоров судебных и административных органов.

## Руководство
- Анатолий Наумович Стеклов
- Василий Иванович Безфамильный
- Стрелков Георгий Сергеевич